# Жетисуська область
Жетису́ська область (каз. Жетісу облысы) — область у південно-східній частині Казахстану. Адміністративний центр — місто Талдикорган.

## Історія
16 березня 1944 року з північної частини Алма-Атинської області була утворена Талди-Курганська область з центром у місті Талди-Курган. 6 червня 1959 року вона була ліквідована, територія увійшла до складу Алма-Атинської області. 23 грудня 1967 року Талди-Курганська область знову була відновлена шляхом виділення зі складу Ала-Атинської області. 4 травня 1993 року назва області та центра згідно з казахської транскрипцією була змінена, вони отримала назви Талдикорганська область та місто Талдикорган відповідно. 22 квітня 1997 року область була ліквідована, територія увійшла до складу Алматинської області. 2001 року центр Алматинської області перенесено до міста Талдикорган.
8 червня 2022 року на теренах колишньої Талдикорганської області з північно-східної частини Алматинської області була утворена нова Жетисуська область з центром у місті Талдикорган. При цьому центром Алматинської області стало місто Конаєв.

## Населення
Населення — 689798 осіб (2021; 621778 у 2009, 618135 у 1999, 722416 у 1989).

## Адміністративний поділ
Район складається з 8 районів та 2 міських адміністрацій обласного підпорядкування:
| №  | Район                | Площа, км² | Населення, осіб (1989) | Населення, осіб (1999) | Населення, осіб (2009) | Населення, осіб (2021) | Центр       | К-ть АО | К-ть НП |
| -- | -------------------- | ---------- | ---------------------- | ---------------------- | ---------------------- | ---------------------- | ----------- | ------- | ------- |
| 1  | Аксуський район      | 12600      | 64559                  | 45004                  | 38839                  | 34473                  | Жансугуров  | 17      | 49      |
| 2  | Алакольський район   | 23700      | 90159                  | 79773                  | 69398                  | 75554                  | Ушарал      | 24      | 56      |
| 3  | Єскельдинський район | 4000       | 60666                  | 48548                  | 50082                  | 52362                  | Карабулак   | 11      | 33      |
| 4  | Каратальський район  | 24200      | 56196                  | 46744                  | 47824                  | 40525                  | Уштобе      | 10      | 35      |
| 5  | Кербулацький район   | 11500      | 64913                  | 53522                  | 47992                  | 45336                  | Сариозек    | 15      | 63      |
| 6  | Коксуський район     | 7000       | 44819                  | 40105                  | 38417                  | 41898                  | Балпик-бі   | 10      | 34      |
| 7  | Панфіловський район  | 10582,52   | 102459                 | 112984                 | 113059                 | 132941                 | Жаркент     | 14      | 42      |
| 8  | Саркандський район   | 24400      | 64575                  | 47808                  | 41016                  | 40259                  | Сарканд     | 13      | 36      |
| 9  | Талдикорганська м.а. | 400        | 137883                 | 118446                 | 148029                 | 196181                 | Талдикорган | 2       | 8       |
| 10 | Текелійська м.а.     | 100        | 33187                  | 25201                  | 27122                  | 30269                  | Текелі      | 1       | 2       |

## Найбільші населені пункти
Населені пункти з чисельністю населення понад 10000 осіб:
| №  | Населений пункт | Населення, осіб (1989) | Населення, осіб (1999) | Населення, осіб (2009) | Населення, осіб (2021) |
| -- | --------------- | ---------------------- | ---------------------- | ---------------------- | ---------------------- |
| 1  | Талдикорган     | 119 149                | 97 996                 | 124 221                | 165 325                |
| 2  | Жаркент         | 31 106                 | 32 656                 | 33 350                 | 52 361                 |
| 3  | Текелі          | 31 428                 | 23 982                 | 26 062                 | 29 253                 |
| 4  | Ушарал          | 17 908                 | 15 379                 | 15 991                 | 21 122                 |
| 5  | Уштобе          | 26 028                 | 22 742                 | 24 895                 | 19 744                 |
| 6  | Карабулак       | 19 088                 | 14 873                 | 16 037                 | 19 561                 |
| 7  | Сарканд         | 20 913                 | 15 347                 | 14 305                 | 17 907                 |
| 8  | Балпик-бі       | 16 692                 | 12 145                 | 12 654                 | 16 781                 |
| 9  | Сариозек        | 14 587                 | 12 236                 | 12 291                 | 15 359                 |
| 10 | Єркін           | 9 715                  | 9 701                  | 11 465                 | 13 886                 |
| 11 | Коктал          | 10 689                 | 10 814                 | 10 360                 | 10 494                 |
| 12 | Отенай          | 5 429                  | 6 098                  | 7 118                  | 10 262                 |
| 13 | Жансугуров      | 12 454                 | 8 830                  | 8 288                  | 10 024                 |